# Louis-Thomas Jacquot
 (mars 2013).
Si vous disposez d'ouvrages ou d'articles de référence ou si vous connaissez des sites web de qualité traitant du thème abordé ici, merci de compléter l'article en donnant les références utiles à sa vérifiabilité et en les liant à la section « Notes et références ».
Louis-Thomas Jacquot (ou d'orthographe variable : Jacau, jaco, Jacot ou Jacquo) De Fiedmont, est le seul acadien à avoir été maréchal de l'armée française. Également Gouverneur de Guyane française de 1765 à 1783, il est mort célibataire le 25 août 1788 à Belleville.

## Biographie
Il est le fils de Thomas Jacquot, un maître canonnier à la forteresse de Louisbourg, et de Anne Melanson, qui s'étaient mariés en 1705. Il est né vers 1723 sur l'île royale (maintenant l'île du cap Breton). Après avoir combattu dans l'armée française, il fut chargé du commandement de l'artillerie en Acadie. Il était responsable du Fort Beauséjour au côté du commandant Louis Du Pont Duchambon de Vergor lors de la bataille de Fort Beauséjour en 1755. Il s'est ensuite battu sous le commandement du général Montcalm.

## Bateaux jacobites
Il dressa les plans pour un modèle de bateau surnommé « jacobite » qu'il construira avec l'approbation de Montcalm pendant qu'ils sont au Fort Carillon, pour préparer la flottille d'embarcations qui se dirigera vers le Fort William Henry en 1757. Le convoi naval qui se dirige vers le fort  William Henry compte la première jacobite. Les bateaux jacobites ont une longueur d'environ 10 mètres, équipé d'un mat, facilement manœuvrables à rames ou voile. Le fond est plat et ils peuvent être échoués sur la plage ou sur les battures à marée basse. Un puissant canon de calibre 24 livres est situé à l'avant au centre; deux murets d'une épaisseur d’un mètre de chaque côté du canon gardent les artilleurs a l'abri; ce qui permet de soutenir le feu d'une frégate et de  manœuvrer très rapidement, ce qui causera bien des problèmes à des vaisseaux plus gros. Les jacobites serviront beaucoup durant la guerre de Sept Ans. Durant le Siège de Québec (1759) 12 Jacobites défendent le bassin en aval et également en amont de Québec.

## Capitaine d'artillerie de Québec
En 1759 le capitaine Louis-Thomas Jacau de Fiedmont est sous le commandement de François-Marc-Antoine Le Mercier, commandant d'artillerie; lorsque ce dernier est envoyé avec François Gaston de Lévis sur le haut Saint-Laurent par Vaudreuil, Fiedmont devient commandant de l'artillerie pour la ville alors que Montbeillard commande l'artillerie des fortifications de Beauport. Après les discussions de reddition de la ville, il continue le combat et dirige trois canons et deux mortiers en direction des plaines d'Abraham, il compte sur 15 hommes pour l'artillerie. La configuration du mur ouest n'est pas conçu pour tirer avec des canons vers les plaines, mais plutôt pour tirer en enfilade, parallèlement au mur sur des ennemis qui s'en approcheraient. Fiedmont doit donc percer de nouvelles embrasures pour tirer vers les plaines au-delà des Buttes-à-Neveu. Même s'il n'est pas en mesure de savoir exactement où les bombes tombent une fois passées les Buttes, son artillerie dirige un feu constant durant la nuit du 14 au 15 septembre pour ralentir la construction de retranchements anglais sur les plaines. Dans un même ordre d'idées; en 1760, après la bataille de Sainte-Foy, le général James Murray se réfugie avec ses hommes dans la ville de Québec. Afin de résister au siège que prépare Lévis le 29 avril, tous les hommes valides, même les officiers supérieurs anglais sont mobilisés pour percer des embrasures, monter des canons de la basse-ville pour les installer dans le nouvelles embrasures, percées au rythme de 4 ou 5 par jour environ pour atteindre environ 100 pièces de différents calibres.
                Plan du siège de Québec de 1759, par Joseph Frederick Wallet Desbarres.

## Suite de carrière
En raison de sa conduite exemplaire durant la bataille des plaines d'Abraham, le gouverneur Vaudreuil déclara à son égard « il s’est comporté supérieurement et il est digne des plus grands éloges et des grâces de Sa Majesté ». Il fut nommé chevalier de Saint-Louis en 1760.
Après avoir survécu à un naufrage lors de son retour en France, il sera envoyé en Guyane française en 1762, où il deviendra Gouverneur en 1765. Il y restera jusqu'en 1783. Il fut nommé maréchal en 1780.